# Ballens
Ballens es una comuna suiza del cantón de Vaud, situada en el distrito de Morges. Limita al norte con la comuna de Mollens, al este con Apples, al sur con Yens, al sureste con Bière, y al noroeste con Berolle.
Hasta el 31 de diciembre de 2007 la comuna formó parte del distrito de Aubonne, círculo de Ballens.

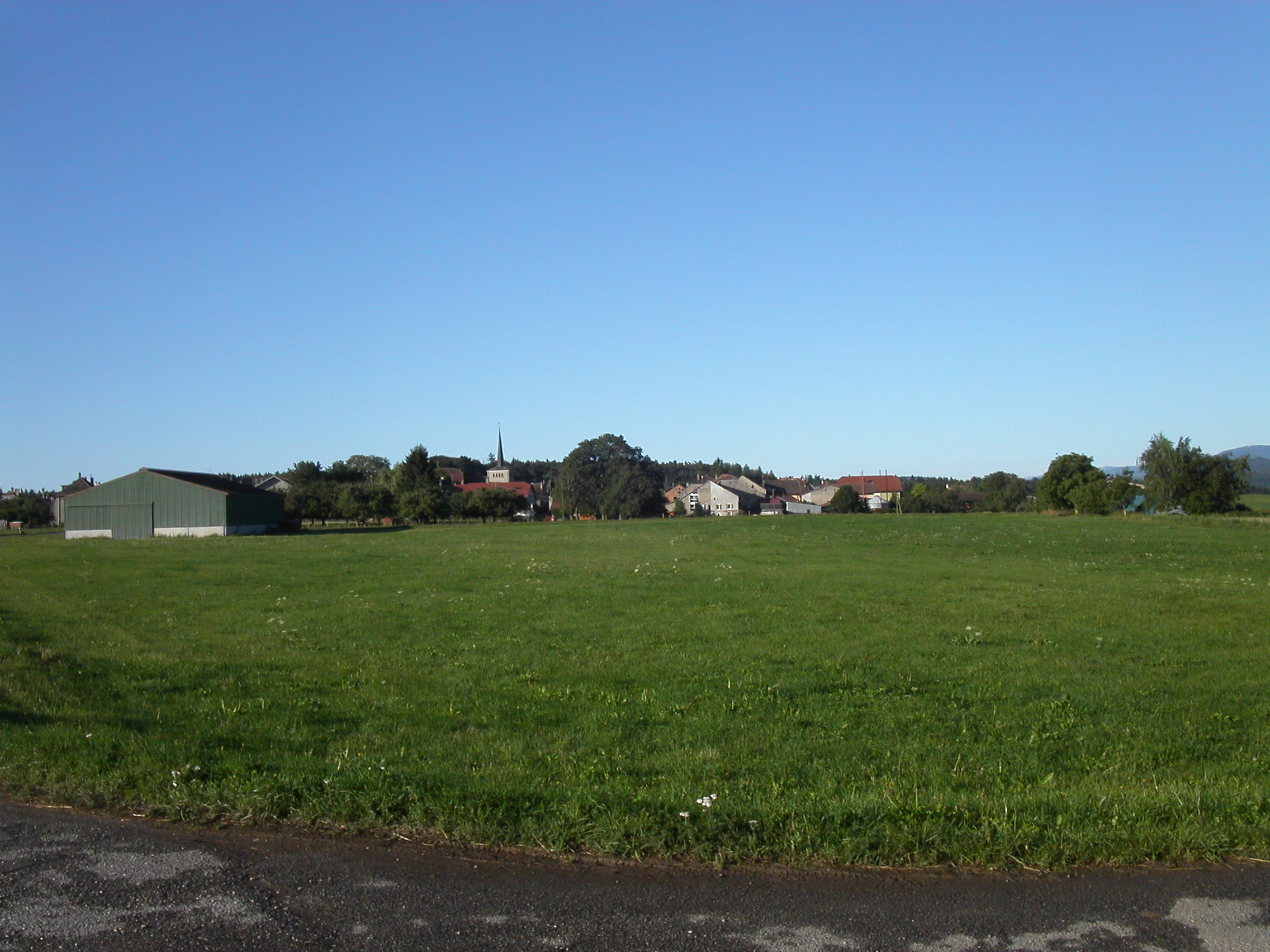
Vista de Ballens.